# Hollywood’s Bleeding
Hollywood’s Bleeding ist das dritte Studioalbum des US-amerikanischen Musikers und Songwriters Post Malone. Es erschien am 6. September 2019 über Republic Records.

## Hintergrund
Sechs Wochen nach der Veröffentlichung seines zweiten Studioalbums Beerbongs & Bentleys wurde bekannt, dass Malone an seinem nächsten Album arbeitet. Im November 2018 kündigte er an, noch vor dem Ende des Jahres neue Musik zu veröffentlichen. Am 24. Dezember 2018 erschien mit Wow die erste Singleauskopplung des Albums. Ende Juli 2019 bestätigte Malone, dass das Album fertiggestellt ist.

## Lieder

### Titelliste
| Nr.          | Titel                                                     | Länge |
| ------------ | --------------------------------------------------------- | ----- |
| 1.           | Hollywood’s Bleeding                                      | 2:36  |
| 2.           | Saint-Tropez                                              | 2:30  |
| 3.           | Enemies (feat. DaBaby)                                    | 3:16  |
| 4.           | Allergic                                                  | 2:36  |
| 5.           | A Thousand Bad Times                                      | 3:41  |
| 6.           | Circles                                                   | 3:35  |
| 7.           | Die for Me (feat. Future und Halsey)                      | 4:05  |
| 8.           | On the Road (feat. Meek Mill und Lil Baby)                | 3:38  |
| 9.           | Take What You Want (feat. Ozzy Osbourne und Travis Scott) | 3:49  |
| 10.          | I’m Gonna Be                                              | 3:20  |
| 11.          | Staring at the Sun (feat. SZA)                            | 2:48  |
| 12.          | Sunflower (mit Swae Lee)                                  | 2:37  |
| 13.          | Internet                                                  | 2:03  |
| 14.          | Goodbyes (feat. Young Thug)                               | 2:54  |
| 15.          | Myself                                                    | 2:38  |
| 16.          | I Know                                                    | 2:21  |
| 17.          | Wow                                                       | 2:29  |
| Gesamtlänge: | Gesamtlänge:                                              | 50:56 |

### Singles
| Jahr | Titel                | Höchstplatzierung, Gesamtwochen, AuszeichnungChartplatzierungen (Jahr, Titel, , Platzierungen, Wochen, Auszeichnungen, Anmerkungen) | Höchstplatzierung, Gesamtwochen, AuszeichnungChartplatzierungen (Jahr, Titel, , Platzierungen, Wochen, Auszeichnungen, Anmerkungen) | Höchstplatzierung, Gesamtwochen, AuszeichnungChartplatzierungen (Jahr, Titel, , Platzierungen, Wochen, Auszeichnungen, Anmerkungen) | Höchstplatzierung, Gesamtwochen, AuszeichnungChartplatzierungen (Jahr, Titel, , Platzierungen, Wochen, Auszeichnungen, Anmerkungen) | Höchstplatzierung, Gesamtwochen, AuszeichnungChartplatzierungen (Jahr, Titel, , Platzierungen, Wochen, Auszeichnungen, Anmerkungen) | Anmerkungen                                                                                       |
| Jahr | Titel                | DE | AT | CH | UK | US | Anmerkungen                                                                                       |
| --- | -------------------- | --- | --- | --- | --- | --- | ------------------------------------------------------------------------------------------------- |
| 2018 | Sunflower            | DE36 Platin · (29 Wo.)DE | AT19 (29 Wo.)AT | CH22 (34 Wo.)CH | UK3 ×5Fünffachplatin · (66 Wo.)UK                                                                                                   | US1 ×2Doppeldiamant · (53 Wo.)US | Erstveröffentlichung: 19. Oktober 2018 Verkäufe: + 28.393.333; mit Swae Lee                       |
| 2018 | Wow                  | DE16 Gold · (27 Wo.)DE | AT13 (25 Wo.)AT | CH11 (27 Wo.)CH | UK3 ×3Dreifachplatin · (27 Wo.)UK                                                                                                   | US2 Diamant · (44 Wo.)US | Erstveröffentlichung: 24. Dezember 2018 Verkäufe: + 14.560.000                                    |
| 2019 | Goodbyes             | DE16 Gold · (16 Wo.)DE | AT8 (18 Wo.)AT | CH12 (19 Wo.)CH | UK5 Platin · (13 Wo.)UK | US3 ×3Dreifachplatin · (21 Wo.)US                                                                                                   | Erstveröffentlichung: 5. Juli 2019 Verkäufe: + 5.670.000; feat. Young Thug                        |
| 2019 | Circles              | DE17 Platin · (34 Wo.)DE | AT9 Platin · (38 Wo.)AT | CH10 (40 Wo.)CH | UK3 ×3Dreifachplatin · (42 Wo.)UK                                                                                                   | US1 Diamant · (61 Wo.)US | Erstveröffentlichung: 30. August 2019 Verkäufe: + 16.523.333                                      |
| 2019 | Take What You Want   | — | — | — | UK22 Platin · (8 Wo.)UK | US8 ×2Doppelplatin · (20 Wo.)US | Erstveröffentlichung: 6. September 2019 Verkäufe: + 3.410.000; feat. Ozzy Osbourne & Travis Scott |
| 2019 | Enemies              | — | — | — | UK— SilberUK | US16 Platin · (18 Wo.)US | Erstveröffentlichung: 17. September 2019 Verkäufe: + 1.630.000; feat. DaBaby                      |
| 2019 | Allergic             | — | — | — | — | US37 Platin · (2 Wo.)US | Erstveröffentlichung: 24. September 2019 Verkäufe: + 1.135.000                                    |
| Folgende Lieder erschienen nicht als Single, wurden aber durch das Album zum Download und Streaming bereitgestellt und konnten somit eine Platzierung erlangen: |                      | | | | | |                                                                                                   |
| |                      | | | | | |                                                                                                   |
| 2019 | Hollywood’s Bleeding | — | AT19 (1 Wo.)AT | CH17 (1 Wo.)CH | UK11 Gold · (1 Wo.)UK | US15 Platin · (6 Wo.)US | Charteinstieg: 13. September 2019 Verkäufe: + 1.990.000                                           |
| 2019 | Saint-Tropez         | DE43 (4 Wo.)DE | AT28 (5 Wo.)AT | CH29 (6 Wo.)CH | UK52 Silber · (2 Wo.)UK | US18 Platin · (6 Wo.)US | Charteinstieg: 13. September 2019 Verkäufe: + 1.600.000                                           |
| 2019 | Die for Me           | — | — | — | UK— SilberUK | US20 Platin · (5 Wo.)US | Charteinstieg: 21. September 2019 Verkäufe: + 1.470.000; feat. Future & Halsey                    |
| 2019 | On the Road          | — | — | — | UK— SilberUK | US22 Platin · (4 Wo.)US | Charteinstieg: 21. September 2019 Verkäufe: + 1.470.000; feat. Meek Mill & Lil Baby               |
| 2019 | A Thousand Bad Times | — | — | — | UK— SilberUK | US29 Platin · (3 Wo.)US | Charteinstieg: 21. September 2019 Verkäufe: + 1.335.000                                           |
| 2019 | I’m Gonna Be         | — | — | — | — | US33 Platin · (2 Wo.)US | Charteinstieg: 21. September 2019 Verkäufe: + 1.155.000                                           |
| 2019 | Staring at the Sun   | — | — | — | — | US34 Platin · (2 Wo.)US | Charteinstieg: 21. September 2019 Verkäufe: + 1.135.000; feat. SZA                                |
| 2019 | Myself               | — | — | — | — | US52 (1 Wo.)US | Charteinstieg: 21. September 2019 Verkäufe: + 135.000                                             |
| 2019 | I Know               | — | — | — | — | US53 (1 Wo.)US | Charteinstieg: 21. September 2019 Verkäufe: + 95.000                                              |
| 2019 | Internet             | — | — | — | — | US58 (1 Wo.)US | Charteinstieg: 21. September 2019 Verkäufe: + 60.000                                              |

## Rezeption

### Preise
American Music Awards
- 2019: Auszeichnung in der Kategorie Favorite Rap/Hip-Hop Album[8]

Billboard Music Awards
- 2020: Nominierung in der Kategorie Top Billboard 200 Album
- 2020: Auszeichnung in der Kategorie Top Rap Album

Juno Awards
- 2020: Nominierung in der Kategorie International Album of the Year[9]

Grammy Awards
- 2021: Nominierung in der Kategorie Album of the Year[10]

### Rezensionen
Hollywood’s Bleeding erhielt größtenteils positive Bewertungen und wurde als das bislang beste Album des Sängers bewertet. Metacritic ermittelte für das Album eine durchschnittliche Bewertung von 79/100 basierend auf 10 Rezensionen.
Darüber hinaus wurde das Album unter anderem von Rolling Stone, New Musical Express und Billboard als eines der besten Alben des Jahres 2019 gelistet.
Im deutschsprachigen Raum erhielt das Album gemischte Rezensionen. Mirco Leier von laut.de beschrieb Hollywood’s Bleeding als „über weite Strecken belanglos“ und ist der Meinung, dass es weit von der Qualität seines Vorgängers entfernt sei. Nichtsdestotrotz offeriere das Album aber die Hoffnung, dass der Künstler die Rockmusik in Zukunft wieder mainstreamtauglicher machen könne.
David Hune vom SLAM alternative music magazine wiederum beschreibt den Output als insgesamt „um ein Vielfaches ausgefeilter und homogener“ und hebt neben den vorab veröffentlichten Singles vor allem das „Gäste-Triplett im Mittelteil des Albums“ besonders hervor, welches die Lieder Die For Me, On The Road und Take What You Want umfasst und von Musikgrößen wie Ozzy Osbourne, Travis Scott oder Halsey begleitet wird.

## Kommerzieller Erfolg

### Chartplatzierungen
Hollywood’s Bleeding erreichte in den Vereinigten Staaten in der ersten Chartwoche mit 489.000 Album-equivalent units Platz eins der Albumcharts. Das Album konnte sich insgesamt fünf Wochen an der Spitze der Charts halten. In den Jahrescharts platzierte sich das Album in den USA 2019 auf Platz 9 und 2020 auf Platz eins.
| ChartsChartplatzierungen       | Höchstplatzierung | Wochen |
| ------------------------------ | ----------------- | ------ |
| Deutschland (GfK)              | 7 (59 Wo.)        | 59     |
| Österreich (Ö3)                | 5 (136 Wo.)       | 136    |
| Schweiz (IFPI)                 | 3 (96 Wo.)        | 96     |
| Vereinigte Staaten (Billboard) | 1 (240 Wo.)       | 240    |
| Vereinigtes Königreich (OCC)   | 1 (131 Wo.)       | 131    |

| ChartsJahrescharts (2019)      | Platzierung |
| ------------------------------ | ----------- |
| Österreich (Ö3)                | 34          |
| Schweiz (IFPI)                 | 50          |
| Vereinigte Staaten (Billboard) | 9           |
| Vereinigtes Königreich (OCC)   | 20          |

| ChartsJahrescharts (2020)      | Platzierung |
| ------------------------------ | ----------- |
| Deutschland (GfK)              | 98          |
| Österreich (Ö3)                | 27          |
| Schweiz (IFPI)                 | 73          |
| Vereinigte Staaten (Billboard) | 1           |
| Vereinigtes Königreich (OCC)   | 15          |

| ChartsJahrescharts (2021)      | Platzierung |
| ------------------------------ | ----------- |
| Österreich (Ö3)                | 41          |
| Vereinigte Staaten (Billboard) | 13          |
| Vereinigtes Königreich (OCC)   | 62          |

| ChartsJahrescharts (2022)      | Platzierung |
| ------------------------------ | ----------- |
| Vereinigte Staaten (Billboard) | 20          |

| ChartsJahrescharts (2023)      | Platzierung |
| ------------------------------ | ----------- |
| Vereinigte Staaten (Billboard) | 35          |

### Auszeichnungen für Musikverkäufe
| Land/Region                  | Auszeichnungen für Musikverkäufe (Land/Region, Auszeichnung, Verkäufe) | Verkäufe  |
| ---------------------------- | ---------------------------------------------------------------------- | --------- |
| Australien (ARIA)            | 2× Platin                                                              | 140.000   |
| Brasilien (PMB)              | 3× Platin                                                              | 120.000   |
| Dänemark (IFPI)              | 5× Platin                                                              | 100.000   |
| Deutschland (BVMI)           | Gold                                                                   | 100.000   |
| Finnland (IFPI)              | 3× Platin                                                              | 60.000    |
| Frankreich (SNEP)            | Platin                                                                 | 100.000   |
| Italien (FIMI)               | 2× Platin                                                              | 100.000   |
| Kanada (MC)                  | 8× Platin                                                              | 640.000   |
| Neuseeland (RMNZ)            | 5× Platin                                                              | 75.000    |
| Polen (ZPAV)                 | 3× Platin                                                              | 60.000    |
| Portugal (AFP)               | Gold                                                                   | 7.500     |
| Singapur (RIAS)              | 2× Platin                                                              | 20.000    |
| Vereinigte Staaten (RIAA)    | 4× Platin                                                              | 4.000.000 |
| Vereinigtes Königreich (BPI) | 2× Platin                                                              | 600.000   |
| Insgesamt                    | 2× Gold · 40× Platin ·                                                 | 6.112.500 |

Hauptartikel: Post Malone/Auszeichnungen für Musikverkäufe